# إريك جارفيس
إريك جارفيس (بالإنجليزية: Erich Jarvis)‏ هو عالم أعصاب أمريكي، (ولد في هارلم في الولايات المتحدة 1965  م).